# Kiew-Klasse
Projekt 1143 „Kretschet“ (russisch „Кречет“), von der NATO als Kiew-Klasse bezeichnet, war eine Klasse von Flugdeckkreuzern der Sowjetischen Marine. Es wurden drei weitgehend identische Schiffe der Klasse gebaut und ein weiteres einer überarbeiteten Version, das Projekt 1143M. Sie waren bis Anfang/Mitte der 1990er Jahre im Dienst der Sowjetunion und der Russischen Föderation.

## Geschichte

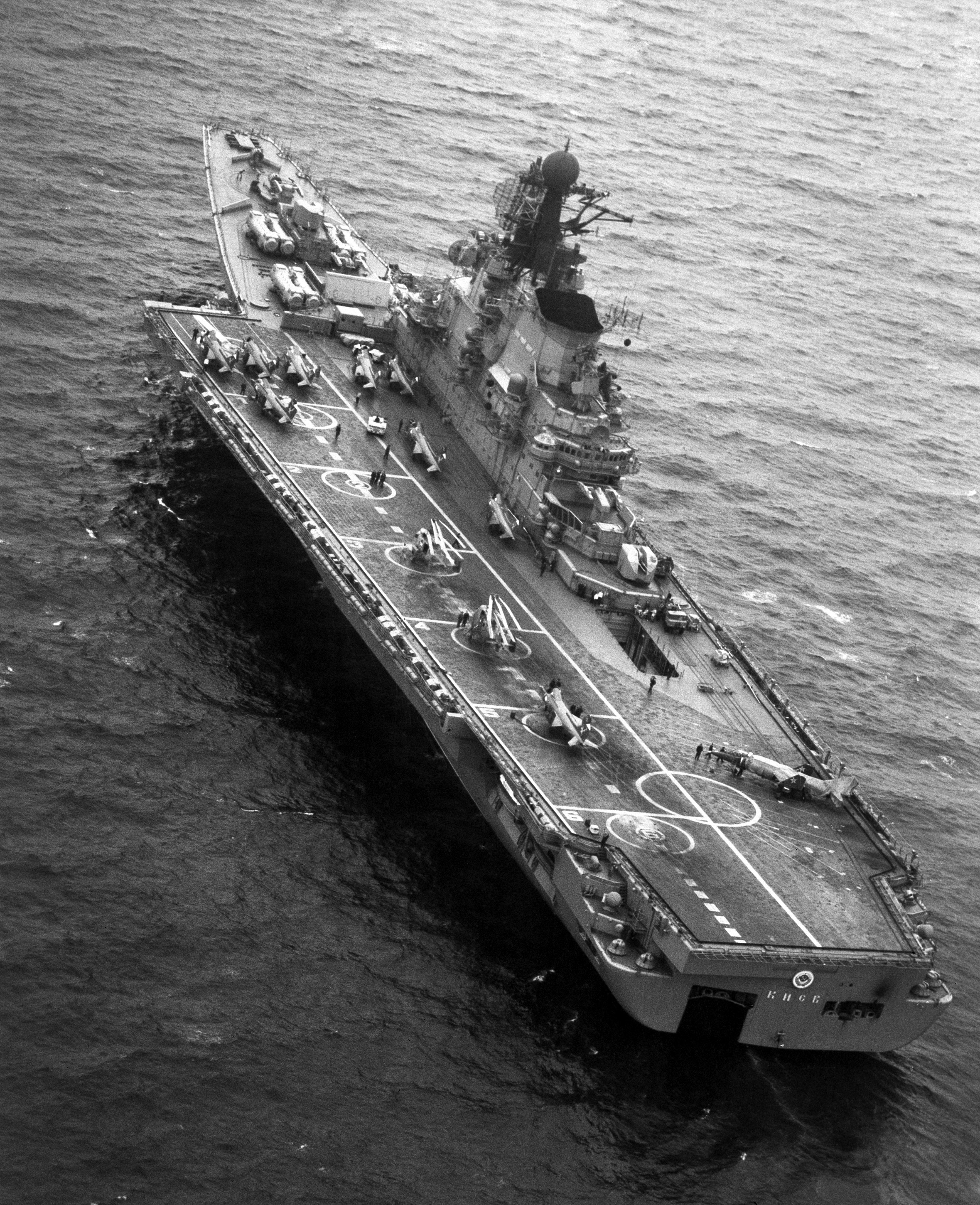
Die Kiew 1985. Durch das Flugdeck, das sich nicht über die gesamte Schiffslänge erstreckt, und die schwere Raketenbewaffnung auf dem Vorschiff als Hybridkonstruktion aus Kreuzer und Flugzeugträger zu erkennen, war das Schiff nur in der Lage, Hubschrauber und Senkrechtstarter einzusetzen.

Nach den ersten Erfahrungen mit den Flugdeckkreuzern des Projekts 1123 begann man sich in der sowjetischen Marine ab Mitte der 1960er Jahre Gedanken um eine neue Generation von Flugdeckkreuzern zu machen. Man hatte zunächst das projektierte dritte und letzte Schiff vom Projekt 1123 unter dem Namen „Kiew“, ins Auge gefasst – einen Hubschrauberträger – und als Weiterentwicklung vorgesehen, verwarf diese Idee jedoch wieder, da die Marine nun ein Schiff verlangte, das neu entwickelte Senkrechtstarter einsetzen konnte. Zudem hatten sich die Schiffe des Projekts 1123 als wenig praktikabel erwiesen und waren mit diversen Einsatzbeschränkungen behaftet. Eine komplette Neukonstruktion war unter diesen Umständen angebracht.
Am 2. September 1968 gab die sowjetische Regierung mit Beschluss 685-251 bekannt, über welche Fähigkeiten die Schiffe verfügen sollten:
- Den eigenen Flottenverband vor Luftangriffen zu schützen.
- Sowjetische U-Boote mit ballistischen Raketen in ihren Patrouillengebieten vor Angriffen zu schützen.
- Suchen und Zerstören feindlicher Atom-U-Boote bis in entfernte Regionen.
- Die Bekämpfung von feindlichen Schiffen.
- Die Unterstützung amphibischer Operationen.

So klassifizierte man die Schiffe als (russisch противолодочные крейсера (ПКР)) U-Boot-Abwehr-Kreuzer mit Luftfahrzeugen und entschied sich, zur Bekämpfung gegnerischer Schiffe Startvorrichtungen für schwere Seezielflugkörper auf die Back zu setzen. In ähnlicher Weise hatte man zuvor auf Projekt 1123 die Bewaffnung aufgestellt. Den Aufbau, der bei Projekt 1123 noch in der Schiffsmitte oberhalb des Decks stand, verschob man aus der Schiffsmitte nach Steuerbord, so dass ein durchgängiges Flugdeck vom Heck bis unmittelbar hinter die Startrohre der Seezielflugkörper zur Back geführt werden konnte. Um die nutzbare Fläche des Decks zu maximieren, wurde es schräg angelegt und auf Höhe des Aufbaus nach Backbord außenbords geführt. Die Planungen waren bis April 1970 abgeschlossen.
Ursprünglich war geplant, die Schiffe mit Seezielflugkörpern des Typs P-120 Malachit (NATO-Code: SS-N-9 „Siren“) auszustatten. Man entschied sich dann aber für die damals neuen Seezielflugkörper des Typs P-500 Basalt (NATO-Code: SS-N-12 „Sandbox“). Diese zeichneten sich vor allem durch ihre hohe Reichweite aus, welche mit 550 km etwa fünfmal so hoch war wie die der P-120.
Obwohl äußerlich einem modernen Flugzeugträger bereits recht ähnlich, war Projekt 1143 nie für den Einsatz leistungsfähiger Trägerflugzeuge ausgelegt. Die ursprünglichen Planungen hatten zwar auch den Einsatz der MiG-23 vorgesehen, aber das zu deren Start notwendige Katapult und die zur Landung nötige Netzfanganlage waren technisch nicht fristgerecht umzusetzen. So blieb es bei der Feststellung einer Planungsgruppe der Marine von 1960, die den Einsatz von trägergestützten Jagdflugzeugen zur Verteidigung eines Flottenverbandes als „Verschwendung von Ressourcen“ gegenüber Flugabwehrraketen bezeichnet hatte.
So konnten nur Senkrechtstarter und Hubschrauber eingesetzt werden; die Bewaffnung der Schiffe mit Seezielflugkörper wurde damit notwendig, um die Leistungsbeschränkungen der verfügbaren Luftfahrzeuge zu kompensieren.
1970 wurde das erste Schiff der Klasse, das Typschiff Kiew, in der Schwarzmeer-Werft in Mykolajiw auf Kiel gelegt. Obwohl der Vertrag von Montreux von 1936 „Flugzeugträgern“ die Durchfahrt durch die Dardanellen verbot, fielen die „Flugdeckkreuzer“ des Projekts 1143 nicht unter dieses Verbot.

## Rumpf
Der Rumpf von Projekt 1143 unterteilte sich in zwei wasserdicht verschließbare Längs- und 18 Querschotts. Die Schiffe verfügten über ihre gesamte Länge über einen doppelten Schiffsboden und ein verstärktes strukturelles Schutzsystem auf Höhe der Maschinenräume im Achter- und der Munitionsräume im Vorschiff. Die Konstruktion sollte der Explosion einer taktischen Kernwaffe von 30 Kilotonnen Sprengkraft in 2.000 Metern Entfernung vom Schiff standhalten.

## Flugdeck und Hangar
Die Fläche des Flugdecks betrug rund 6.200 m². Es waren sieben Lande- und Startpositionen vorhanden. Um den bis zu 1000 °C heißen Abgasstrahlen der Senkrechtstarter standzuhalten, wurden die Startpositionen mit einer hitzeresistenten Beschichtung überzogen, so dass sie für Hubschrauber und Flugzeuge genutzt werden konnten.
Das Flugdeck war mit dem darunter befindlichen Hangar über zwei Aufzüge verbunden, die sich backbords und achtern der Aufbauten befanden.
Unterhalb des Flugdecks wurde ein einzelnes, durchgängiges, bis zu sechs Meter hohes Hangardeck von 2.860 m² Gesamtfläche eingeplant, das sich 130 Meter lang über ein einziges Deck mit 22 Metern Breite vom Heck bis zur Schiffsmitte erstreckte.

## Luftfahrzeuge

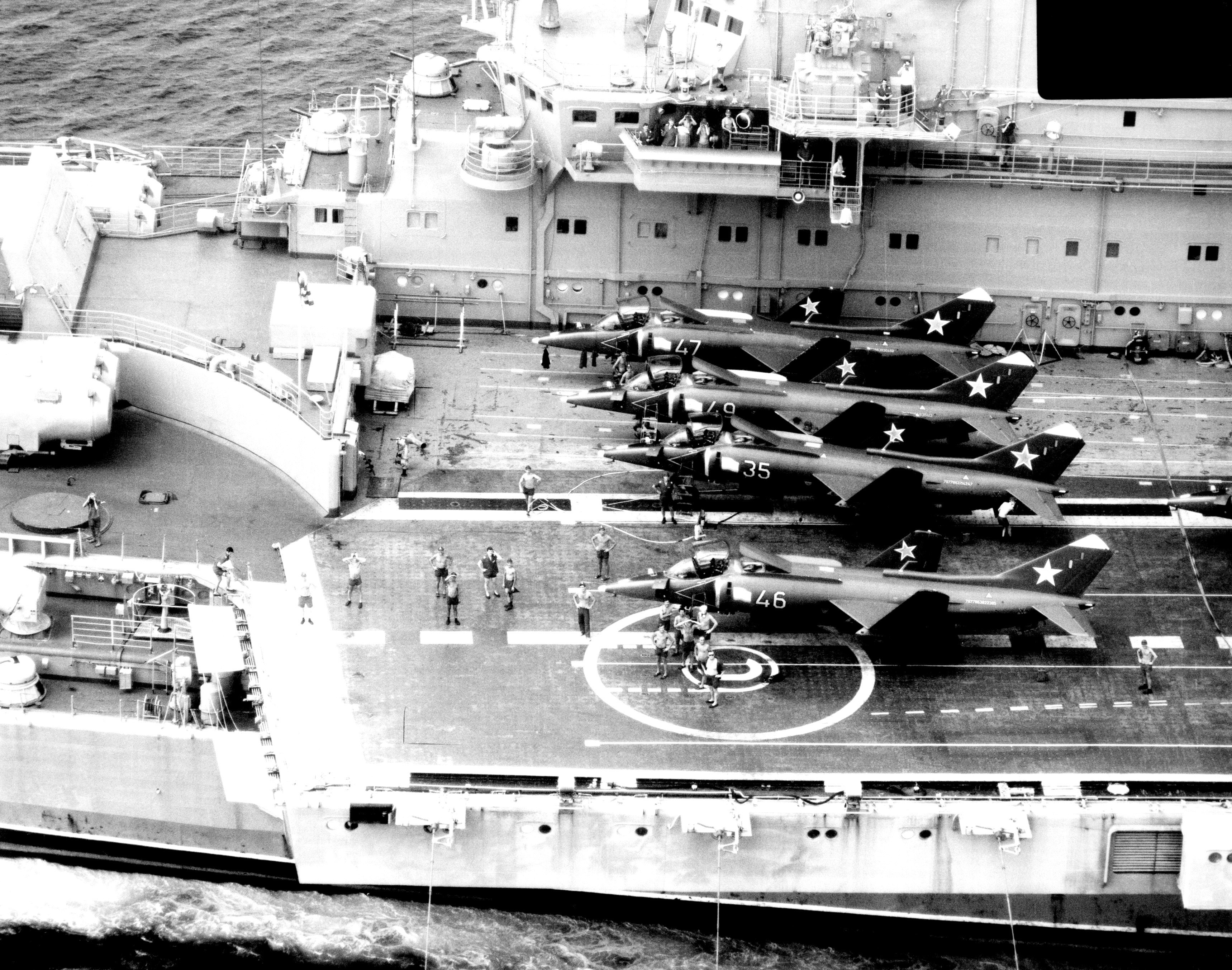
Jak-38-Senkrechtstarter auf dem Deck der Minsk 1982. Die geöffneten Klappen hinter dem Cockpit der Flugzeuge befinden sich über den Lufteinlässen der beiden RD-38-Turbinen.

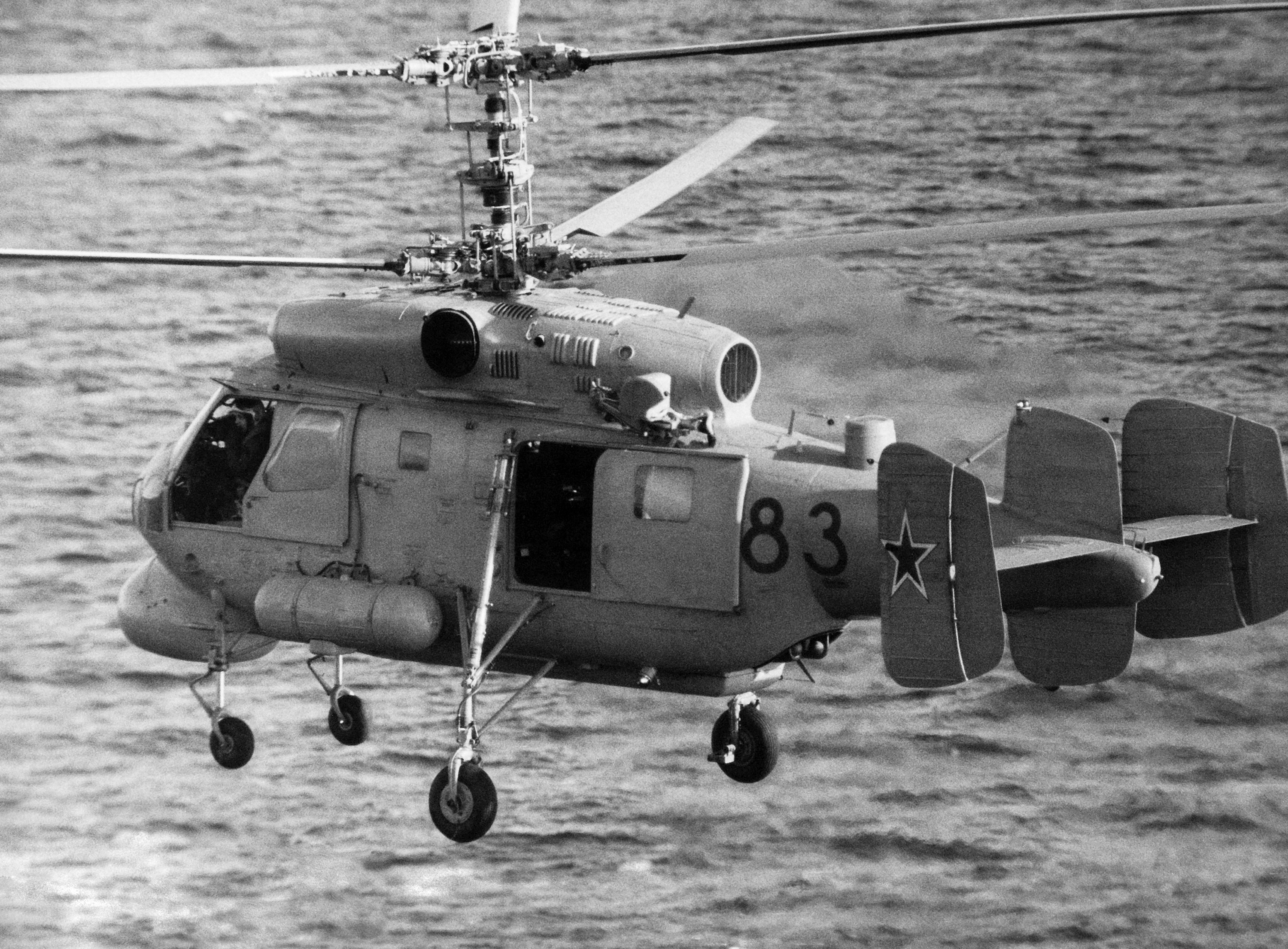
U-Jagd-Hubschrauber Ka-25PL

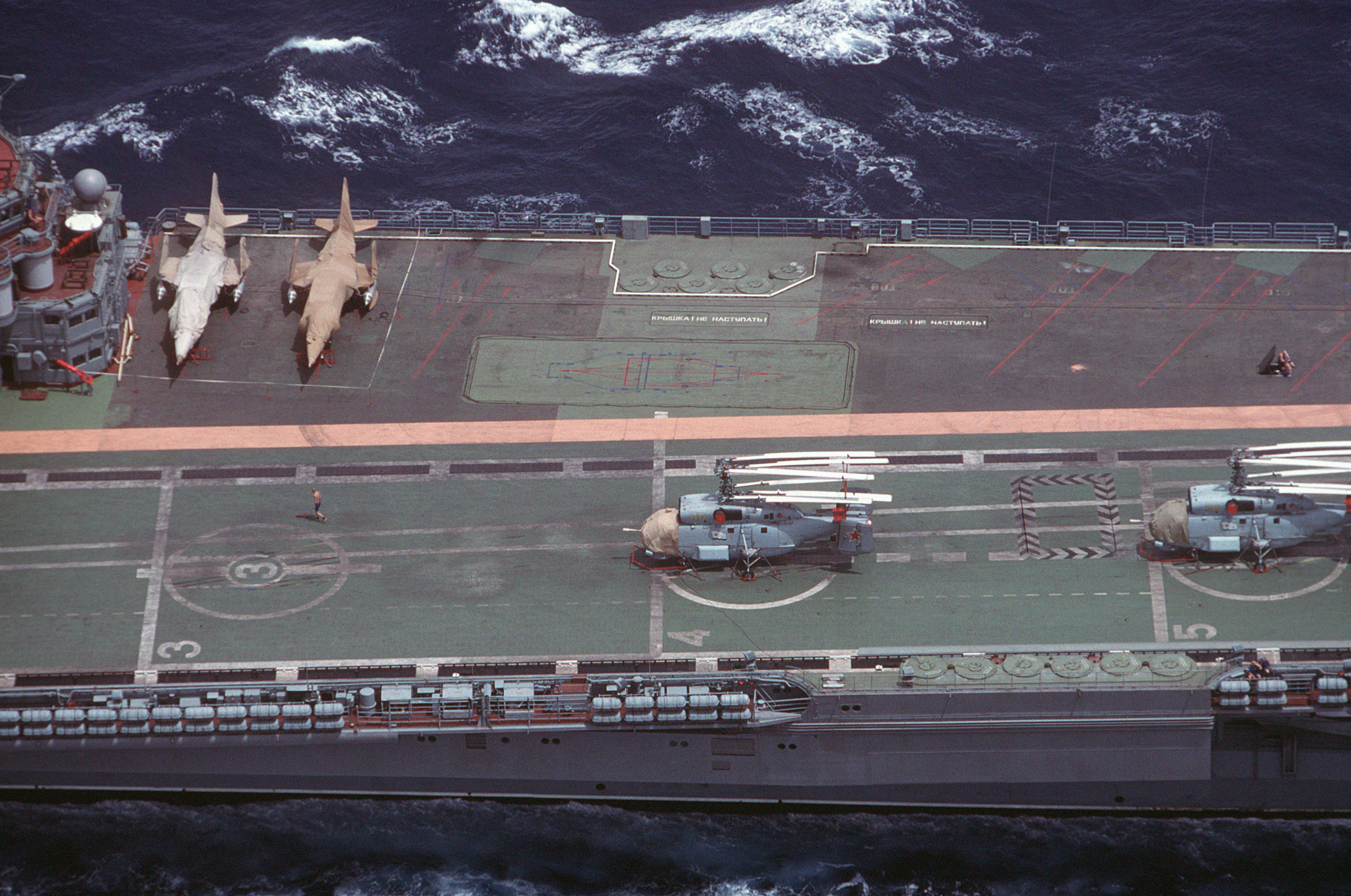
Ka-27-Hubschrauber an Deck der Baku im Jahr 1988. Zwei Sechsergruppen mit kreisrunden Abdeckungen der Startvorrichtung für 3K95-Flugabwehrraketen sind an den Seiten des Flugdecks zu erkennen.

Die ersten drei Schiffe des Projekts 1143 konnten bis zu 30 Luftfahrzeuge mitführen, die normale Ausstattung lag jedoch bei 22 Maschinen. Es konnten Senkrechtstarter und Hubschrauber an Bord genommen werden. Dabei waren verschiedene Konstellationen bei der Zusammensetzung der mitgeführten Luftfahrzeuge möglich.

### Jak-38
Als Senkrechtstarter waren zwei Versionen der Jak-38 im Einsatz. Die Jak-38, von der NATO als „Forger A“ bezeichnet, war deutlich leistungsschwächer als die zeitgenössische britische Harrier. Da sie drei Turbinen tragen musste, von denen die beiden kleineren Kolessow RD-38 lediglich vertikalen Schub erzeugen konnten, war die JaK zu schwach motorisiert und konnte an vier Außenlastträgern beim Senkrechtstart nur eine Waffenlast von maximal 1000 Kilogramm tragen – weniger als die Hälfte der Kapazität des britischen Harrier GR.3.
Die Jak-38 konnte zwei Kurzstreckenflugabwehrraketen vom Typ R-60 oder zwei Luft-Boden-Raketen vom Typ Ch-23 tragen. Alternativ waren Kombinationen aus ungelenkten Bomben, RBK-250-Streubomben und ungelenkten Raketen oder zwei Behälter mit je zwei 23-mm-Maschinenkanonen möglich.
Später wurde die leicht verbesserte Jak-38 M eingeführt, von der jedoch nur 50 Maschinen gebaut wurden. Die leistungsstarke Jak-141, bei der viele Mängel der Jak-38 abgestellt wurden, kam nach dem Zusammenbruch der Sowjetunion nie über das Prototypstadium hinaus.

### Ka-25 und Ka-27
Der Ka-25-Mehrzweckhubschrauber wurde in der Regel in den Versionen Ka-25-PL oder Ka-25-PS mitgeführt.
Der Ka-25-PL (russisch Ка-25ПЛ), NATO-Bezeichnung „Hormone-A“, war die U-Jagd-Version des Ka-25, ausgerüstet mit einem Waffenschacht, in dem Torpedos, Wasserbomben und Sonarbojen mitgeführt werden konnten. Auch ein Tauchsonar konnte eingesetzt werden.
Der Ka-25-PS (russisch Ка-25 ПС), NATO-Bezeichnung „Hormone-C“, war ein Rettungshubschrauber.
Der Ka-27, Nachfolger des Ka-25 in der Rolle als Standardhubschrauber der sowjetischen Marine, wurde in ähnlichen Ausführungen wie der Ka-25 gebaut. Der Ka-27-PL U-Jagd-Hubschrauber (NATO-Bezeichnung: „Helix-A“) und der Ka-27-PS-Rettungshubschrauber (NATO-Bezeichnung: „Helix-D“) übernahmen entsprechend die Rollen ihrer Vorgänger. Bei ähnlichen Abmessungen beider Typen lag der Hauptunterschied des Ka-27 zum Ka-25 in der fast verdoppelte Reichweite von 900 Kilometern und in der Fähigkeit, neue Waffen-, Sensor- und Kommunikationsausrüstung einzusetzen. Neu war der Ka-31, eine Variante des Ka-27 mit einem besonders leistungsstarken Radarsystem zur Langstreckenaufklärung, der auf der Baku eingesetzt wurde.

## Antrieb
Die Schiffe der Kiew-Klasse wurden mittels acht KWN-98/64-Dampfkesseln und vier TW-12-3-Dampfturbinen betrieben. Je zwei Turbinen standen dabei in einem abgetrennten Maschinenraum und übertrugen ihre Energie auf zwei Wellen. Die so erreichbare Höchstgeschwindigkeit lag mit allen vier Propellern bei 30,7 Knoten. Bei einer Geschwindigkeit von 18 Knoten betrug die Reichweite der Schiffe etwa 8.000 Seemeilen.

## Bewaffnung
Die Zusammensetzung der Bewaffnung auf den vier Schiffen der Klasse unterschied sich auf den ersten drei Schiffen (Projekt 1143.1 bis 1143.3) minimal und wich auf dem vierten Schiff Admiral Gorschkow (Projekt 1143.4) deutlich von den Vorgängern ab.
1143.1 Kiew und Projekt 1143.2 Minsk waren identisch bewaffnet mit:
- 4 Doppelstartrohren für P-500-Basalt-Seezielflugkörper (SS-N-12 „Sandbox“) auf der Back mit einem Munitionsvorrat von acht Raketen und acht Reserveraketen.
- 2 B-189-Doppelstartern für M-11 Schtorm-Flugabwehrraketen (SA-N-3 „Goblet“) mit einem Vorrat von 72 Raketen.
- 2 ZIF-122-Doppelstartern für 4K33-Osa-M-Flugabwehrraketen (SA-N-4 „Gecko“) mit einem Bestand an 40 Raketen.
- 2 Zwillingsgeschützen 76-mm-L/59 AK-726 – je ein Turm auf der Back und einer auf einem Aufbau hinter dem Brückenturm.
- 8 sechsläufigen Gatlingkanonen 30-mm-L/54 AK-630.
- 2 Torpedorohren im Kaliber 533 mm innerhalb des Rumpfes für zehn SET-65-Torpedos.
- 2 zwölfrohrigen RBU-6000-Wasserbombenwerfern.
- 1 MS-32-Doppelstarter für RPK-1-„Wichr“-U-Boot-Abwehrraketen (SUW-N-1) mit einem Magazin für 16 nukleare 82R-Raketen

1143.3 Noworossijsk trug – anders als seine Vorgänger – keine Torpedorohre und verfügte nicht über das 9K33M-„Osa-M“-Luftabwehrsystem. Weiter entfiel der zusätzliche Munitionsvorrat der P-500-Seezielflugkörper.
1143.4 Admiral Gorschkow (ex Baku) trug sechs Doppelstarter für P-500 Basalt (SS-N-12 „Sandbox“) mit einem Munitionsvorrat von zwölf Raketen und zwölf Reserveraketen.
Die Luftabwehr stützte sich hier auf die 3K95 Kinschal-Flugabwehrrakete (SA-N-9 „Gauntlet“). Vier Gruppen zu je sechs 2S95-Senkrechtstartanlagen mit je acht Raketen waren in das Wetterdeck eingelassen, davon zwei neben dem Flugdeck und zwei auf der Back. Insgesamt standen 192 startbereite 9M330-1-Flugabwehrraketen zur Verfügung. Die Artilleriebewaffnung bestand aus zwei AK-100-Geschütztürmen mit je einem 100-mm-L/70-Geschütz vor dem Brückenaufbau. Die Nahbereichsverteidigung aus acht sechsläufigen Gatlingkanonen 30-mm-L/54 AK-630 blieb erhalten, zwei zehnrohrige RBU-12000-Wasserbombenwerfer standen am Bug.

## Sensoren und Feuerleitsysteme

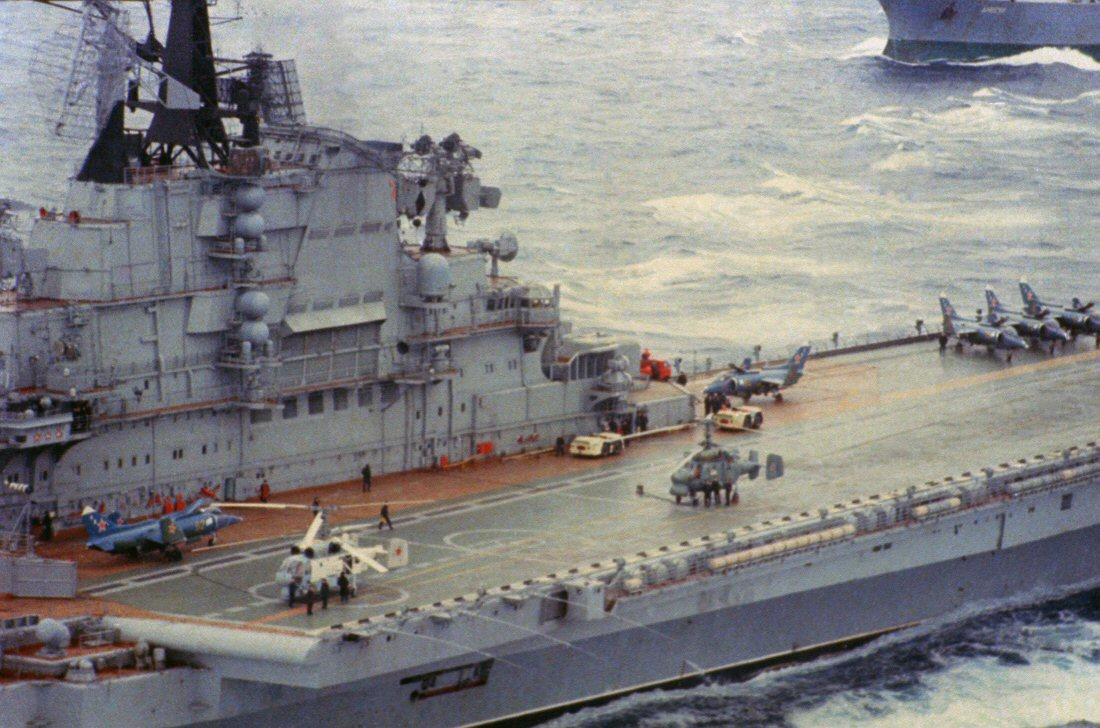
Seitenansicht der Kiew von 1988. An der Seite des Brückenaufbaus sind in einer vertikalen Reihe vier MP-403-Störsender montiert. Unterhalb jedes der Störsenderpaare sind links und rechts die beiden zugehörigen kleineren Empfänger montiert.

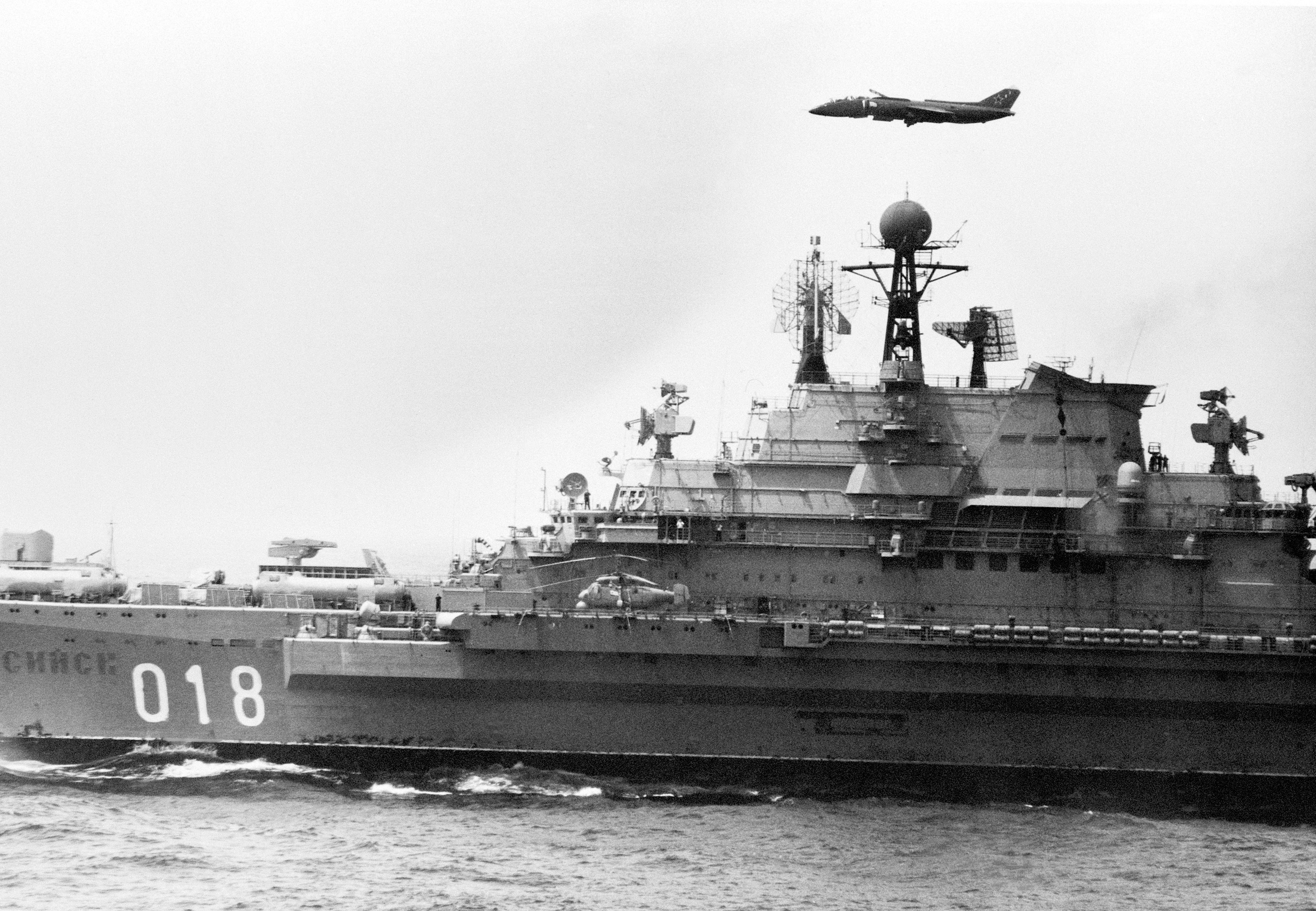
Seitenansicht der Noworossijsk von 1986. Der Mast in der Mitte des Aufbaus trägt das TACAN-System, links davon steht das MR-600-Radar, rechts vom Mast das MR-700-Radar. Am Fuß des Mastes sind zwei der vier MP-404-Leitsensoren für die Seezielflugkörper zu sehen. An beiden Seiten des Brückenaufbaus befindet sich je ein „Jachond“-Feuerleitradar für die Geschütztürme und darüber je ein 4R60-„Grom“-Leitradar.

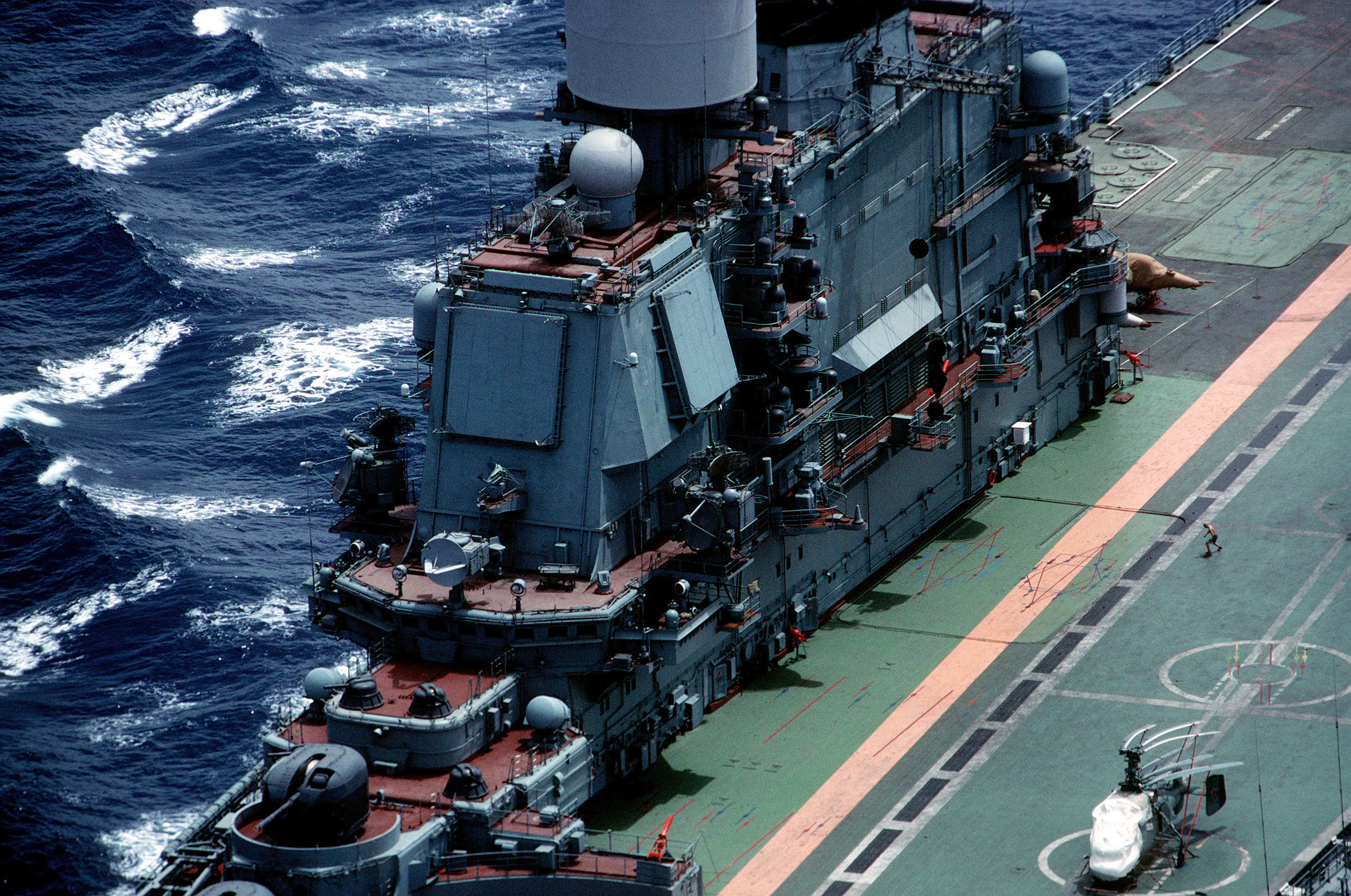
Brückenaufbau der Baku mit phasengesteuertem Radar im Jahr 1988. Unmittelbar hinter dem Radarsensor an der Backbordseite sind auf mehreren Ebenen des Aufbaus Kombinationen aus Empfängern und dazugehörigen Störsendern, hier schwarz gestrichen, zu erkennen. Oberhalb des Geschützturms im Vordergrund ist der zugehörige Leitsensor montiert. Links und rechts davon ist je ein MR-360-Leitgerät zu sehen.

### Radar
Die ersten drei Schiffe des Projekt 1143 waren mit dem MR-600-„Woschod“-3D-Radar (NATO: „Top Sail“) zur Suche nach Luftkontakten ausgerüstet. Diese Hauptphalanx wurde bei Projekt 1143.M durch ein phasengesteuertes Radar „Mars-Passat“ (NATO: „Sky Watch“) ersetzt, das sich aus vier Sende-Empfänger-Einheiten zusammensetzte, die als rechteckige Platten an den Seiten des Aufbaus oberhalb der Brücke montiert waren. Die ersten drei Schiffe behielten das leistungsschwächere MR-700-Radar „Fregat“ (NATO: „Top Steer“) als Reservesystem, Projekt 1143.M trug das „Fregat-MR“ (NATO: „Plate Steer“).

### Elektronische Kampfführung
Die EloKa-Systeme auf den Schiffen unterschieden sich. Projekt 1143 war mit dem ersten vollständig computergestützten ECM-System „Kantata“ ausgerüstet und trug als deutlichstes Erkennungsmerkmal acht MP-403-„Gorsuf“-Störsender (NATO: „Side globe“). Projekt 1143.M trug dagegen ein „Kantata-M“-System, das sich auf Störsender (NATO: „Wine Flask“) stützte.

### Feuerleitsysteme
Für die Hauptbewaffnung von Projekt 1143, die P-500-Basalt-Seezielflugkörper, wurde auf den ersten drei Schiffen der Klasse das MP-404-Leitsystem „Ograda“ (NATO: „Rum Tub“) verwendet.
Die beiden 76-mm-Geschütztürme auf den ersten drei Schiffen wurden über zwei „Jachond“-Feuerleitsensoren (NATO: „Owl Screech“) mit Zielinformationen versorgt, die am Brückenaufbau jeweils oberhalb des zugehörigen Turms montiert waren. Auf dem vierten Schiff wurden zwei 100-mm-Geschütztürme auf der Back aufgestellt, die durch einen MR-114-Radarsensor (NATO: „Kite Screech“) gelenkt wurden.
MR-123-Radarsensoren (NATO: „Bass Tilt“) waren als Standardleitsystem für die 30-mm-Maschinenkanonen AK-630 aufgestellt, je ein Sensor für maximal zwei AK-630.
Die M-11-„Schtorm“-Luftabwehrraketen (NATO: „SA-N-3 Goblet“) wurden auf Projekt 1143 durch zwei 4R60-„Grom“-Feuerleitradargeräte (NATO: „Head Lights“) gelenkt, die Oberhalb der „Jachond“-Leitsysteme der Geschütztürme aufgestellt waren. Jedes 4R60-System bestand aus zwei nebeneinander liegenden runden Empfängerantennen mit je vier Metern Durchmesser und zwei kleineren Antennen mit je 1,8 Metern Durchmesser, die darüber montiert waren.
Die „Osa-M“-Luftabwehrraketen (NATO: „SA-N-4 Gecko“) wurden über zwei 4P33-Feuerleitradargeräte (NATO: „Pop-Group“) gesteuert, von denen eines im vorderen Bereich der Backbordseite des Aufbaus und eines im hinteren Bereich der Steuerbordseite des Aufbaus installiert war.
Die 3K95-„Kinschal“-Luftabwehrraketen (NATO: „SA-N-9 Gauntlet“), exklusiv auf dem letzten Schiff der Klasse, Projekt 1143.M, montiert, wurden über das 3R95-Radar (NATO: „Cross-Sword“) gelenkt. Dazu wurden vier dieser Radarkomplexe an allen vier Kanten des Brückenturms installiert, um eine 360°-Abdeckung zu erreichen.

### Sonar
Projekt 1143 war mit einem MG-342-„Orion“-Sonarsystem (NATO: „Horse Jaw“) zur Suche nach Unterwasserkontakten ausgerüstet, das im Wulstbug der Schiffe untergebracht war. Das MG-342-System war ein Niederfrequenzsonar, das Kontakte in Entfernungen bis 40 Kilometern orten konnte. Dazu verfügte Projekt 1143 über ein Informationssystem, das die Daten der von eigenen Hubschraubern abgeworfenen Sonarbojen auslesen konnte. Die beiden letzten Schiffe der Klasse trugen zusätzlich ein MG-335-Schleppsonarsystem.

### Flugleitsystem
Projekt 1143 war mit einem System zur taktischen Flugnavigation „TACAN“ (NATO: „Top Knot“) ausgerüstet, das unter einer kugelförmigen Verkleidung auf dem Mast auf dem Brückenaufbau montiert war. Bei Projekt 1143.M war die Verkleidung dagegen zylindrisch ausgeführt.

## Besatzung
1.433 Soldaten bildeten die Besatzung von Projekt 1143. Wurde eine Stabsabteilung an Bord genommen, um ein Schiff als Führungsschiff einer Flotte zu benutzen, erhöhte sich die Zahl der Besatzungsmitglieder um 50 Personen.

## Schiffe des Projekts 1143
Sämtliche Schiffe der Klasse wurden von Werft Nummer 444 in Mykolajiw nacheinander auf Kiel gelegt und auf die Namen von Städten in der Sowjetunion getauft.
Projekt 1143.5, von der NATO als Admiral-Kusnezow-Klasse bezeichnet, ist eine eng verwandte Klasse von Flugzeugträgern. Nach sowjetischer Lesart war Projekt 1143.5 das fünfte Schiff von Projekt 1143 – da sich die Konstruktion jedoch grundlegend von den vier Vorgängern unterscheidet, wird es auch als eigene Schiffsklasse betrachtet.
Es wurden zwei Schiffe des Projekts gebaut, von denen eines Dienst in der russischen Marine leistet, das andere heute in China mit dem Namen Liaoning den ersten einsatzfähigen Flugzeugträger der chinesischen Marine darstellt.

### Kiew
Die Kiew (russisch Киев) (1143.1) wurde am 21. Juli 1970 auf Kiel gelegt und lief am 26. Dezember 1972 vom Stapel. Zwischen 1975 und 1991 stand sie im Dienst der sowjetischen Marine, wurde 1993 entwaffnet und an die Volksrepublik China verkauft. Seit dem 1. Mai 2004 ist sie als Exponat eines Vergnügungsparks in Tianjin ausgestellt.

### Minsk
Die Minsk (russisch Минск) (1143.2) wurde am 28. Dezember 1972 auf Kiel gelegt und lief am 30. September 1975 vom Stapel. Am 27. September 1978 wurde sie in den Dienst der Schwarzmeerflotte gestellt. 1979 überführte man sie nach Wladiwostok, wo sie Teil der sowjetischen Pazifikflotte wurde. 1993 wurde sie außer Dienst gestellt und 1995 von der Russischen Föderation zur Verschrottung an Südkorea verkauft, von wo sie nach China weiterverkauft wurde. Sie wurde dann Teil eines Vergnügungsparks in Shenzhen.

### Noworossijsk
Die Noworossijsk (russisch Новороссийск) (1143.3) wurde am 30. September 1975 auf Kiel gelegt und lief am 24. Dezember 1978 vom Stapel. Nach ihrer Indienststellung 1982 war sie zunächst Teil der Nordflotte und wurde 1985 zur Pazifikflotte verlegt. 1991 wurde sie zunächst eingemottet, 1993 durch ein Feuer beschädigt, schließlich außer Dienst gestellt und 1996 zur Verschrottung nach Südkorea verkauft. Ihr Abbruch begann 1997.

### Vikramaditya/ ex.Baku/ ex.Admiral Gorschkow
Die Baku (russisch Баку) (1143.4 oder 1143-M) wurde am 26. Dezember 1978 auf Kiel gelegt. Sie lief 1982 vom Stapel und wurde 1987 in den Dienst der sowjetischen Marine gestellt. Nach dem Zusammenbruch der Sowjetunion wurde sie 1991 umgetauft, da Baku nicht zu Russland gehört. Sie wurde nach Admiral Sergei Gorschkow benannt.
1996 wurde sie im Zuge eines Waffengeschäfts an Indien verkauft und für die indische Marine von Russland bis 2013 völlig umgebaut. Am 15. November 2013 wurde sie als vollwertiger Flugzeugträger INS Vikramaditya mit MiG-29K-Jagdbombern von der indischen Marine in Dienst gestellt.